# Almoster (Alvaiázere)
Almoster es una freguesia portuguesa del municipio de Alvaiázere, com 25,58 km² de extensión y 791 habitantes (2001). Densidad: 30,9 hab/km².
La presencia de Almoster en el municipio está registrada desde la repoblación del territorio a partir del siglo XIII. Cuando en 1338 el rey Juan I de Portugal otorga carta foral a la villa de Alvaiázere, Almoster aparece como Covado de Almoster. Originalmente era patrimonio del monasterio de Lorvão.
La fregresia está atravesada por la sierra de Alvaiázere, un macizo calcáreo de gran riqueza natural. Los principal cultivos son la vid, el olivo y el maíz.